# Castlemanova nemoc
Castlemanova nemoc je vzácné onemocnění mízních uzlin. Nejčastěji jsou postiženy lymfatické tkáně v břiše, hrudníku, krku a pánvi. Poprvé bylo popsáno americkým lékařem Benjaminem Castlemanem v roce 1956.

## Formy nemoci
Nemoc se rozděluje do několika forem na základě klinické a histologické klasifikace.

### Klinická klasifikace
Podle počtu napadených uzlin se nemoc rozděluje na dvě formy:
Unicentrická forma (UCD, unicentric Castleman disease) v případě, že je napadena pouze jedna uzlina.
Multicentrická forma (MCD, multicentric Castleman disease) pokud je objeveno více napadených uzlin.

### Histologická klasifikace
Rozdělení variant podle charakteristických rysů pozorovatelných pod mikroskopem v tkáni napadených uzlin při histologické analýze na:
Hyalinní vaskulární, Plazmacytická, Směsná, Plazmablastická. 

## Patogeneze
Onemocnění má převážně zánětlivé cytokinové pozadí. Pacienti s Castlemanovou nemocí mají zvýšené hladiny VEGF (Vascular endothelial growth factor) a IL-6 (interleukin-6) v séru oproti zdravým jedincům. Jednou z možných příčin vzniku tohoto onemocnění je disregulace exprese genu pro IL-6. Zasažené lymfatické uzliny produkují větší množství IL-6 a to může vyvolat parakrinní produkci VEGF. VEGF je silně exprimován plazmatickými buňkami v interfolikulární oblasti lymfatických uzlin.

## Léčba
Léčba závisí na konkrétním typu onemocnění. UCD je léčena pomocí chirurgického zákroku nebo ozáření (v případě, že není možné napadenou uzlinu odstranit). U pacientů u nichž je možné provést chirurgické odstranění napadené uzliny je výborná prognóza. U MCD chirurgický zákrok poskytuje pouze dočasnou úlevu od symptomů. Zlepšení stavu mohou přinést také glukokortikoidy nebo antiangiogenní léky (například Thalidomid) využívané jako přídatná terapie. Nejlepší terapií je v současné době multiléková chemoterapie a využívá se také monklonální protilátka proti receptoru IL-6. Prognóza u pacientů s MCD je však navzdory léčbě špatná.